# Paul Biyoghé Mba
Paul Biyoghé Mba, född 18 april 1953 i Donguila, Franska Ekvatorialafrika, är en gabonesisk politiker. Han var Gabons premiärminister 2009–2012. Han tillhör Parti Démocratique Gabonais (PDG).